# Minne Dijkstra
Minne Dijkstra (Cornjum, 11 februari 1937) is een Nederlands voormalig politicus die tussen 1967 en 1972 lid was van de Tweede Kamer voor D'66.
Dijkstra is een Friese boerenzoon die sociale psychologie aan de Universiteit van Amsterdam studeerde. Hij kwam na zijn studie terug naar Friesland en was van 1964 tot 1967 directeur van de Stichting ter Bevordering van het Buurtwerk in het Noorden (SBBN). Dijkstra stond aan de wieg van D'66, met name in Friesland. Hij kwam in de eerste fractie van D'66 in de Tweede Kamer als woordvoerder onderwijs, verkeer en landbouw. Hij diende als jong Kamerlid samen met Anneke Goudsmit een initiatiefwetsvoorstel in over het rijonderwijs. Hij verdedigde in 1972 namens een minderheid van zijn fractie het standpunt dat tot vrijlating van de Drie van Breda moest worden overgegaan. Na zijn Kamerlidmaatschap was hij gedurende 12 jaar Commissaris voor Regionale Zaken bij de NOS Nederlandse Omroep Stichting en gedurende 6 jaar directeur van de Wereldomroep Radio Nederland Wereldomroep. In 2010 werd hij voorzitter van de Vereniging Vrienden van de Amsterdamse Binnenstad.
- Parlement.com: vg09ll0a3xxp